# 释延能
釋延能本名张淑武（1978年12月27日—），中國演員，生于山东章丘，十餘歲投少林寺出家為僧，成為少林寺第32代弟子，當時法號為釋行宇。後進入演藝界並還俗，依舊以釋行宇為名闖蕩演藝界，成為武打演員之後又改藝名釋延能，2014年在廣東深圳成立「華人兄弟影業－釋彥能工作室」。

## 生平
他12岁时皈依少林，师从少林武僧总教头德扬禅师习武参禅，至今已过10年。他曾代表少林寺武僧队出访欧美、东南亚等许多国家进行功夫表演和友好访问。2003年偶然为周星驰所赏识，参与演出电影《功夫》。

## 演出作品

### 主要电影
- 1997年，《皇帝也風流》，當時以“張行宇”為名參演，合作：徐錦江、曹查理
- 1998年，《龍虎英雄》飾狂牛
- 2004年，《功夫》，饰“十二路谭腿”苦力强，合作：周星驰
- 2005年，《龙虎门》，飾 老妖，合作：甄子丹、謝霆鋒
- 2007年，《导火线》，飾 阿虎，合作：甄子丹、古天乐
- 2008年，《我老婆係賭聖》，飾 飛龍，合作：王晶、張家輝、孟瑤
- 2008年，《功夫廚神》，飾 阿財，合作：洪金寶、吳建豪、加護亞依
- 2008年，《叶问》，飾 武痴林，合作：甄子丹、任達華、黃又南
- 2009年，《十月圍城》，飾 黑滿，合作：胡軍、李宇春、任達華
- 2010年，《撕票風雲》，飾 排骨，合作：任達華、安志杰
- 2011年，《無價之寶》，饰 阿炮，合作：鄭中基、張柏芝、林妙可
- 2011年，《新少林寺》，饰 净空，合作：刘德华、谢霆锋、成龙、范冰冰、吴京
- 2011年，《无极限之危情速递》[1]，飾 能讓，合作：傅華陽、張翰、郑爽、胡夢媛
- 2013年，《西遊·降魔篇》，饰 北斗五形拳，合作：周星驰、羅志祥、舒淇、黃渤
- 2013年，《金剛王：死亡救贖》，饰 金剛王，合作：劉承俊、張雅玫
- 2013年，《鐵血嬌娃之叢林日記》，饰 Sam(虎族酋長)，合作：鄒兆龍、安志杰、余男、胡夢媛
- 2014年，《扫毒》，饰 卡泥，合作：古天樂、劉青雲
- 2014年，《一個人的武林》，飾 「北腿王」譚敬堯，合作：王寶強
- 2014年，《智取威虎山3D》，飾 老二翻垛，合作：梁家輝、张涵予
- 2015年，《陀地驅魔人》，飾 黑哥，合作：張家辉、余文樂
- 2016年，《超級保鏢》飾 李江，合作：岳松、陳惠敏
- 2016年，《使徒行者》，飾 伍佰，合作：張家辉、古天乐
- 2016年，《危城》，飾 王威虎，合作：劉青雲、廖啟智、古天樂
- 2017年，《極智追擊：龍鳳劫》，飾 龍飛，合作：Orlando Bloom、昆凌
- 2017年，《奇門遁甲 (2017年電影)》，飾 蜀中唐門掌門人，合作：李治廷、周冬雨、伍佰、黃曉明
- 2018年，《葉問外傳：張天志》，飾 趙金虎，合作：張晉
- 2021年， 《九龍城寨》，飾 金阿能
- 2022年，《倚天屠龍記之九陽神功、倚天屠龍記之聖火雄風》，飾 成崑（即圓真），合作：甄子丹、古天樂、林峯、文詠珊、邱意濃、徐錦江

### 电视剧
- 2005年，《功夫状元》，饰 成无寇
- 2006年，《食神》，饰 熊拜
- 2008年，《十大奇冤》，饰 轩辕七杀
- 2008年，《仁者黄飞鸿》，饰 仇千丈
- 2011年，《怪侠一枝梅》，饰 柴胡